# 김유석
김유석(1966년 9월 22일 ~ )은 대한민국의 배우이다.
고3 때 극단 산울림에 워크숍 단원으로 들어갔다. 1987년 뮤지컬 배우로 데뷔하였으며 1년 후 1988년 영화 《청춘 펀치》의 단역으로 출연하였다. 동국대학교 연극영화학과를 졸업하고 러시아 셰프킨 국립연극대학교에서 2년 동안 연기실기에 관한 공부를 하였다. 그 후, 슈킨 국립연극대학교로 자리를 옮겨 2년 동안 공부를 하였다. 러시아에서 4년 동안 머물며 석사 학위를 받고, 1996년 귀국 후 한동안 성균관대학교와 동국대학교에서 연기실기에 대한 강의를 했다.
이후 연기실기를 체계적으로 배울 수 있는 미추 연극학교를 만드는 데 전력을 쏟아부었다. 1998년 홍상수 감독의 영화 《강원도의 힘》으로 정식 영화배우 데뷔하였다. 《강원도의 힘》과 김기덕 감독의 《섬》이 세계영화제에서 호평을 받아 주연배우로 주목을 받았다. 그 후 영화와 드라마에서 왕성한 활동을 하고 있다.

## 학력
- 동국대학교 연극영화학과 학사(86학번)
- 러시아 셰프킨 국립연극대학교 연극대학원 예술학 석사
- 러시아 슈킨 국립연극대학교 연극대학원 연기실기 석사

## 기타 경력
- 성균관대학교 연기예술학과 겸임교수

## 출연작

### 드라마
- 1992년 SBS 월화드라마 《해빙기의 아침》 ... 하열도 역
- 1998년 MBC 베스트극장 《하마》 ... 진수 역
- 1999년 KBS 2TV 일요베스트 《여의도에 바람이 분다》 ... 영호 역
- 2001년 MBC 베스트극장 《미필적 고의에 의한 사랑》 ... 영준 역
- 2001년 MBC 베스트극장 《담배가게 아가씨》 ... 병구 역
- 2001년 MBC 창사특집 특별기획 드라마 《소풍》 ... 종렬 역
- 2001년 MBC 주말연속극 《여우와 솜사탕》 ... 오규태 역 (21회부터 출연)
- 2002년 MBC 베스트극장 《삼강오륜과 핑크레이디》 ... 박정훈 역
- 2002년 MBC 일요아침드라마 《사랑을 예약하세요》 ... 김상현 역
- 2002년 MBC 특집 드라마 《가리봉 엘레지》 ... 박준기 역
- 2002년 MBC 월화드라마 《고백》 ... 김병호 역
- 2002년 MBC 베스트극장 《잃어버린 우산》 ... 박민호 역
- 2002년 MBC 베스트극장 《신촌에서 유턴하다》 ... 명석 역
- 2003년 KBS 2TV 신년 특집 드라마 《벙어리 장갑》 ... 현규 역
- 2003년 KBS 2TV 드라마시티 《사로잡히다》 ... 기찬 역
- 2003년 SBS 아침연속극 《당신 곁으로》 ... 이경식 역
- 2003년 SBS 대하사극 《왕의 여자》 ... 임해군 역
- 2004년 KBS 2TV 수목미니시리즈 《두번째 프러포즈》 ... 석태우 역
- 2004년 SBS 광복60년 대하드라마 《토지》 ... 김환/구천 역
- 2004년 MBC 베스트극장 《로맨스를 꿈꾸다》 ... 김영호 역
- 2005년 MBC HD 일일연속극 《굳세어라 금순아》 ... 노시완 역
- 2006년 KBS 2TV 주말연속극 《인생이여 고마워요》 ... 이인석 역
- 2006년 SBS 금요드라마 《내 사랑 못난이》 ... 이호태 역
- 2007년 SBS 금요드라마 《소금인형》 ... 강지석 역
- 2007년 SBS 일일드라마 《그 여자가 무서워》 ... 백정진 역
- 2008년 MBC 아침드라마 《하얀 거짓말》 ... 강정우 역
- 2010년 MBC 창사49주년 특별기획드라마 《동이》 ... 장희재 역
- 2010년 KBS 1TV 저녁 일일드라마 《웃어라 동해야》 ... 이필재 역
- 2011년 MBC 월화 특별기획드라마 《계백》 ... 흥수 역
- 2012년 JTBC 월화 미니시리즈 《신드롬》 ... 민성준 역
- 2012년 SBS 드라마스페셜 《옥탑방 왕세자》1회 ... 숙종 역 (특별출연)
- 2012년 KBS 1TV 특별기획 대하드라마 《대왕의 꿈》 ... 김유신 역
- 2013년 JTBC 월화 미니시리즈 《네 이웃의 아내》 ... 안선규 역
- 2015년 KBS 2TV 월화 미니시리즈 《블러드》 ... 정지태 역
- 2015년 tvN 아침드라마 《울지 않는 새》 ... 오남규 역
- 2015년 KBS 1TV 저녁 일일드라마 《우리집 꿀단지》 ... 안길수 역
- 2017년 OCN 토일 검사드라마 《나쁜 녀석들 : 악의 도시》 ... 반준혁 역
- 2018년 KBS 2TV 주말연속극 《같이 살래요》 ... 최동진 역
- 2019년 MBC 특별기획 주말드라마 《황금정원》 ... 최대성 역
- 2020년 KBS 1TV UHD 저녁 일일드라마 《누가 뭐래도》 ... 신중한 역
- 2023년 MBC UHD 저녁 일일드라마 《하늘의 인연》 ... 강치환 역 (본작의 메인 빌런이자 준 최종 보스)

### 영화
- 1988년 《청춘 펀치》 ... 단역
- 1998년 《강원도의 힘》 ... 경찰관 역
- 1999년 《여고괴담》 ... 미술 교사 역
- 1999년 《마요네즈》 ... 아정 남편, 김영철 역
- 2000년 《섬》 ... 현식 역
- 2001년 《광시곡》 ... 유성준 역
- 2003년 《국화꽃 향기》 ... 강성호 역
- 2005년 《가능한 변화들》 ... 종규 역
- 2005년 《엄마》 ... 둘째 아들 역
- 2005년 《연애》 ... 하늘 (전화 목소리) 역(특별출연)
- 2006년 《모두들, 괜찮아요?》 ... 상훈 역
- 2009년 《핸드폰》 ... 한준수 역(특별출연)
- 2017년 《돌아온다》 ... 변 사장 역

### 방송
- 2012년 KBS2 《해피투게더 시즌3》 264회 : 대하드라마 '대왕의 꿈'
- 2015년 tvN 《수요미식회》
- 2018년 KBS1 《KBS 스페셜 - 소리 없는 공포 중국 초미세먼지와의 전쟁》 ... 내레이션
- 2019년 KBS1 《KBS 스페셜 - 개혁개방 40년 중국, 기로에 서다》 ... 내레이션
- 2021년 MBC 《OPAL이 빛나는 밤》 - 고정 출연 (2021년 2월 18일 ~ 현재)

### 라디오 프로그램
- 2015년 EBS FM 《EBS 책 읽는 라디오 낭독 시리즈》

## 홍보대사 활동
- 2014년 고령군 홍보대사

## 수상 및 후보
| 연도 | 시상식       | 부문                             | 작품          | 결과 |
| ---- | ------------ | -------------------------------- | ------------- | ---- |
| 2010 | MBC 연기대상 | 조연배우부문 황금연기상          | 동이          | 수상 |
| 2016 | KBS 연기대상 | 일일극부문 남자 우수연기상       | 우리집 꿀단지 | 후보 |
| 2020 | KBS 연기대상 | 일일극부문 남자 우수연기상       | 누가 뭐래도   | 수상 |
| 2023 | MBC 연기대상 | 일일드라마부문 남자 최우수연기상 | 하늘의 인연   | 수상 |